# Lincoln Chafee
Lincoln Chafee (Providence, 1953. március 26. –) az Amerikai Egyesült Államok szenátora (Rhode Island, 1999–2007).